# Mikroelementy
Mikroelementy, mikroskładniki, pierwiastki śladowe – pierwiastki chemiczne występujące w bardzo małych (śladowych) ilościach w organizmach roślinnych i zwierzęcych. U ludzi zapotrzebowanie na te pierwiastki wynosi poniżej 100 mg na dobę.
Pojęcia mikroskładników lub mikronutrientów i pierwiastków śladowych nierzadko są rozróżniane ze względu na rozpiętość zawartości lub znaczenie biologiczne. Mikronutrienty wówczas oznaczają pierwiastki występujące w roślinach w niewielkich ilościach, ale niezbędne dla ich rozwoju, a pierwiastki śladowe wszystkie pierwiastki występujące w małych stężeniach, także nieaktywne biologicznie. Z kolei w chemii wód podziemnych mikroelementy (pierwiastki rzadkie) to takie, które występują zwykle w ilości 0,01–10 mg/l (np. F, Al, Si, Li, B, P, Cu, Zn, Ti, V, As, Cr, Co, Ni, Ag, Sr, Ba, Pb), podczas gdy pierwiastki śladowe to pierwiastki występujące jeszcze rzadziej (np. Rb, Au, Hg).
Niedobór lub nadmiar tych pierwiastków może prowadzić do zaburzeń fizjologicznych. Składniki mineralne są niezbędne w ustroju do celów budulcowych (szczególnie w tkance kostnej), wchodzą w skład: płynów ustrojowych, niektórych enzymów, związków wysokoenergetycznych itp. Wywierają również wpływ na regulację czynności narządowych i ogólnoustrojowych.
Do mikroelementów w diecie człowieka zalicza się: jod, żelazo, fluor, bor, kobalt, miedź, chrom, cynk, mangan, molibden, selen. Lista mikroelementów u roślin może zależeć od ujęcia, ale zasadniczo obejmuje miedź, bor, mangan, cynk i molibden. Zazwyczaj obejmuje również żelazo (które często występuje w ilościach większych niż pozostałe mikroelementy, co zbliża je do makroelementów), a czasem też chlor, sód, krzem, kobalt i wanad. Czasem natomiast za mikroelementy uznaje się wszystkie znajdowane w roślinach pierwiastki (poza makroelementami). W zależności od czułości pomiaru taka lista objąć może praktycznie wszystkie występujące w naturze pierwiastki, które mogą mniej lub bardziej przypadkowo znaleźć się w organizmie, przez co zwykle ogranicza się ją do pierwiastków istotnych dla roślin, nawet jeśli ich rola jest słabo poznana. Mikroelementy, zarówno niezbędne do rozwoju (mikronutrienty), jak i pozostałe, występując w nadmiernych stężeniach mogą wywoływać skutki niepożądane. Niektóre pierwiastki są wyłącznie toksyczne (srebro, bizmut, kadm, rtęć, ołów, tal, tor, uran), inne są niezbędne, ale toksyczne w nadmiarze (np. chrom, kobalt, miedź, żelazo, molibden, nikiel, cyna, wolfram, cynk), a jeszcze inne są uznawane za w zasadzie nietoksyczne (np. mangan i wanad).